# دومينغو أريفالو
دومينغو أريفالو (بالإسبانية: Domingo Arévalo)‏ هو لاعب كرة قدم ومدرب كرة قدم باراغواياني في مركز الهجوم، ولد في 15 سبتمبر 1968. لعب مع ريفر بليت.